# دیزه‌ور
دیزه‌ور (به ترکی آذربایجانی: Dizəvər) یک منطقهٔ مسکونی در جمهوری آذربایجان است که در شهرستان خیزی واقع شده‌است.